# كوستاس ستافيليديس
كونستانتينوس ستافيليديس (باليونانية: Κώστας Σταφυλίδης)‏ و(باليونانية: Κώστας Σταφυλίδης)‏ وهو لاعب كرة قدم يوناني في مركز الظهير الأيسر ولد في يوم 2 ديسمبر 1993 في مدينة تسالونيكي في اليونان وهو يلعب حالياً مع نادي فولهام معار من نادي بايرن ليفركوزن وسبق له اللعب مع نادي باوك ولعب مع منتخب اليونان لكرة القدم ويبلغ طوله 178 سم.

## روابط خارجية
- كوستاس ستافيليديس على موقع الاتحاد الأوربي (الإنجليزية)
- كوستاس ستافيليديس على موقع إي إس بي إن إف سي (الإنجليزية)
- كوستاس ستافيليديس على موقع قاعدة بيانات كرة القدم.إي يو (الإنجليزية)
- كوستاس ستافيليديس على موقع ناشيونال فوتبول تيمز (الإنجليزية)
- كوستاس ستافيليديس على موقع Soccerbase.com (لاعب) (الإنجليزية)
- كوستاس ستافيليديس على موقع Soccerway.com (الإنجليزية)
- كوستاس ستافيليديس على موقع عالم كرة القدم.نت (الإنجليزية)
- كوستاس ستافيليديس على موقع AS.com (الإسبانية)